# پسران هارپی
«پسران هارپی» (انگلیسی: Sons of the Harpy) قسمت چهارم از فصل پنجمِ مجموعهٔ تلویزیونیِ خیال‌پردازانهٔ بازی تاج‌وتخت و قسمت ۴۴ از کلِ این سریال است.
فیلم‌نامه‌نویس این قسمت دیو هیل و کارگردان آن مارک مایلود است. این قسمت در ۳ مه ۲۰۱۵ میلادی منتشر شد و پیش از پخش تلویزیونی آن، ۳ قسمت پیشین سریال به‌طور غیرقانونی به اینترنت راه یافته بود.